# 圣西夫雷
圣西夫雷（法語：Saint-Siffret，法語發音：[sɛ̃ sifʁɛ]）是法国加尔省的一个市镇，属于尼姆区。

## 地理
圣西夫雷（44°1'2"N, 4°27'58"E）面积11.28 平方千米，位于法国奧克西塔尼大區加尔省，该省份为法国南部沿海省份，南端濒地中海，北起顺时针与阿尔代什省、沃克吕兹省、罗讷河口省、埃罗省、阿韦龙省和洛泽尔省接壤。
与圣西夫雷接壤的市镇（或旧市镇、城区）包括：阿尔日利耶、弗洛、圣伊波利特-德蒙泰居、圣马克西曼、圣康坦拉波特里、圣维克托德苏勒、于泽斯、韦尔斯蓬迪加尔。

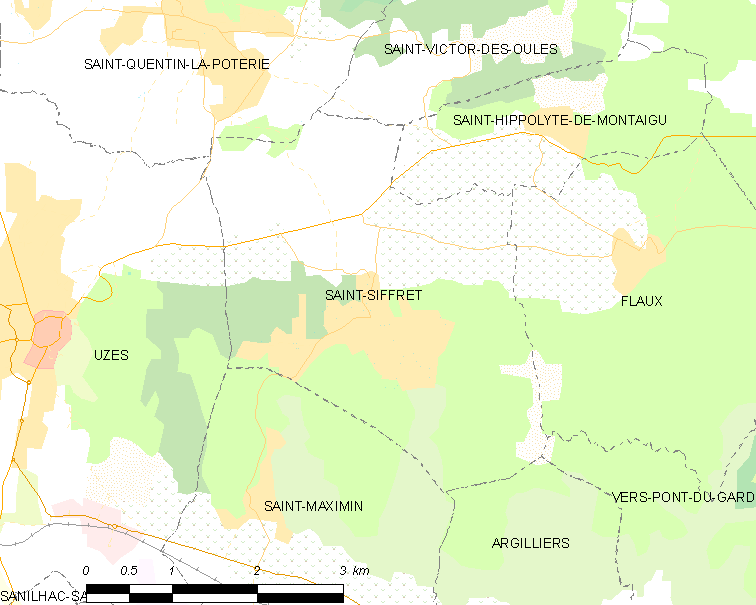
圣西夫雷的OSM定位图

圣西夫雷的时区为UTC+01:00、UTC+02:00（夏令时）。

## 行政
圣西夫雷的邮政编码为30700，INSEE市镇编码为30299。

## 政治
圣西夫雷所属的省级选区为于泽斯县。

## 人口

1962-2008年间圣西夫雷人口变化图示

圣西夫雷于2022年1月1日时的人口数量为1121人。